# Cmentarz żydowski w Oleśnie
Cmentarz żydowski w Oleśnie – kirkut położony w Oleśnie przy ulicy Młyńskiej. Został założony na początku XIX wieku. Najstarszy nagrobek pochodzi z 1821, a do dzisiaj zachowany dom przedpogrzebowy z 1868. Początki osadnictwa żydowskiego w Oleśnie sięgają XV–XVI wieku. Gmina żydowska w Oleśnie powstała pod koniec XVIII wieku. Cmentarz ma powierzchnię 0,45 ha i zachowało się na niej około 200 nagrobków - najstarszy z nich pochodzi z 1820 roku.
Cmentarz wpisany jest do rejestru zabytków województwa opolskiego (decyzja nr 427/88 z 27.05.1988).

## Galeria

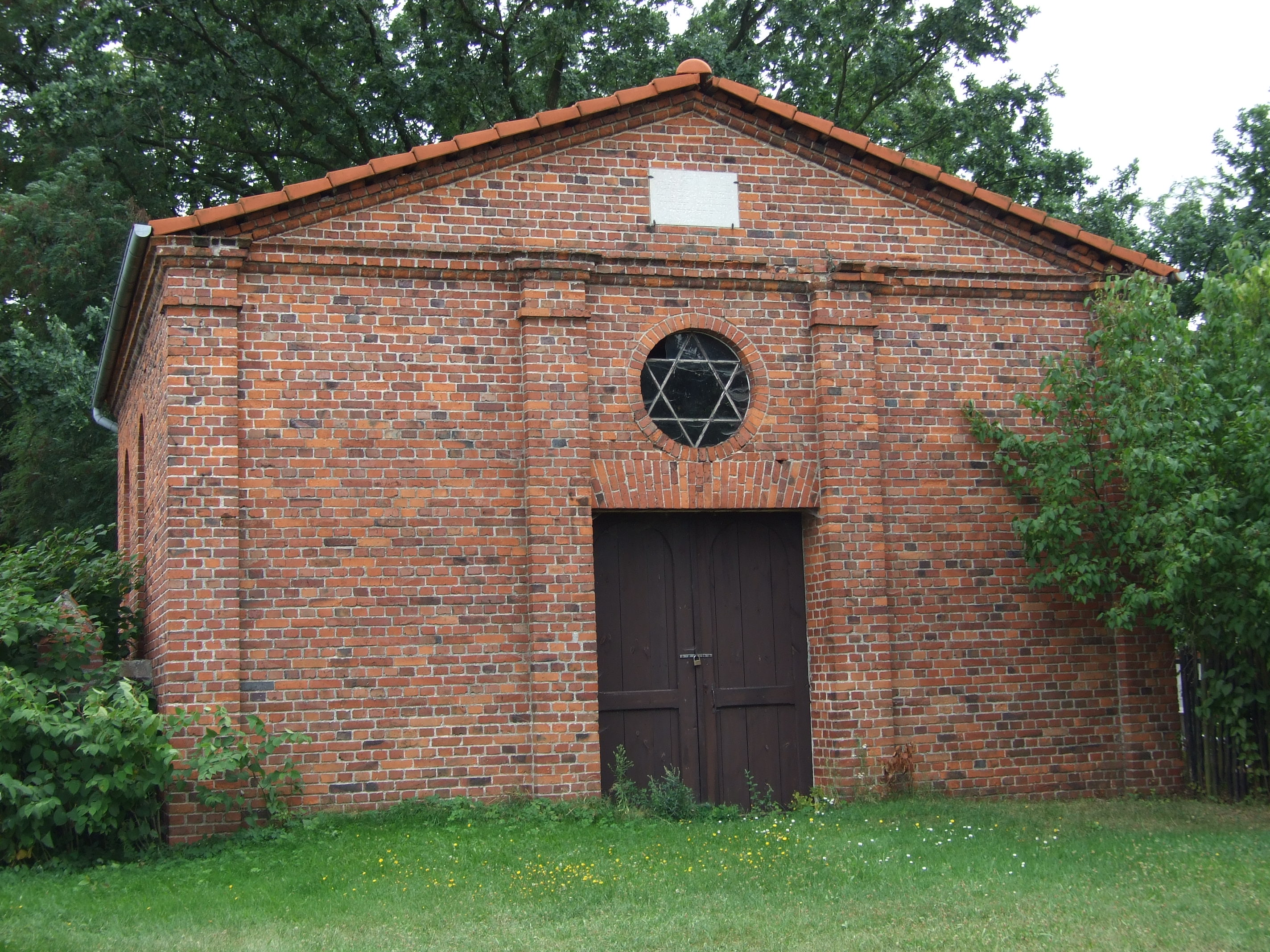
Dom przedpogrzebowy
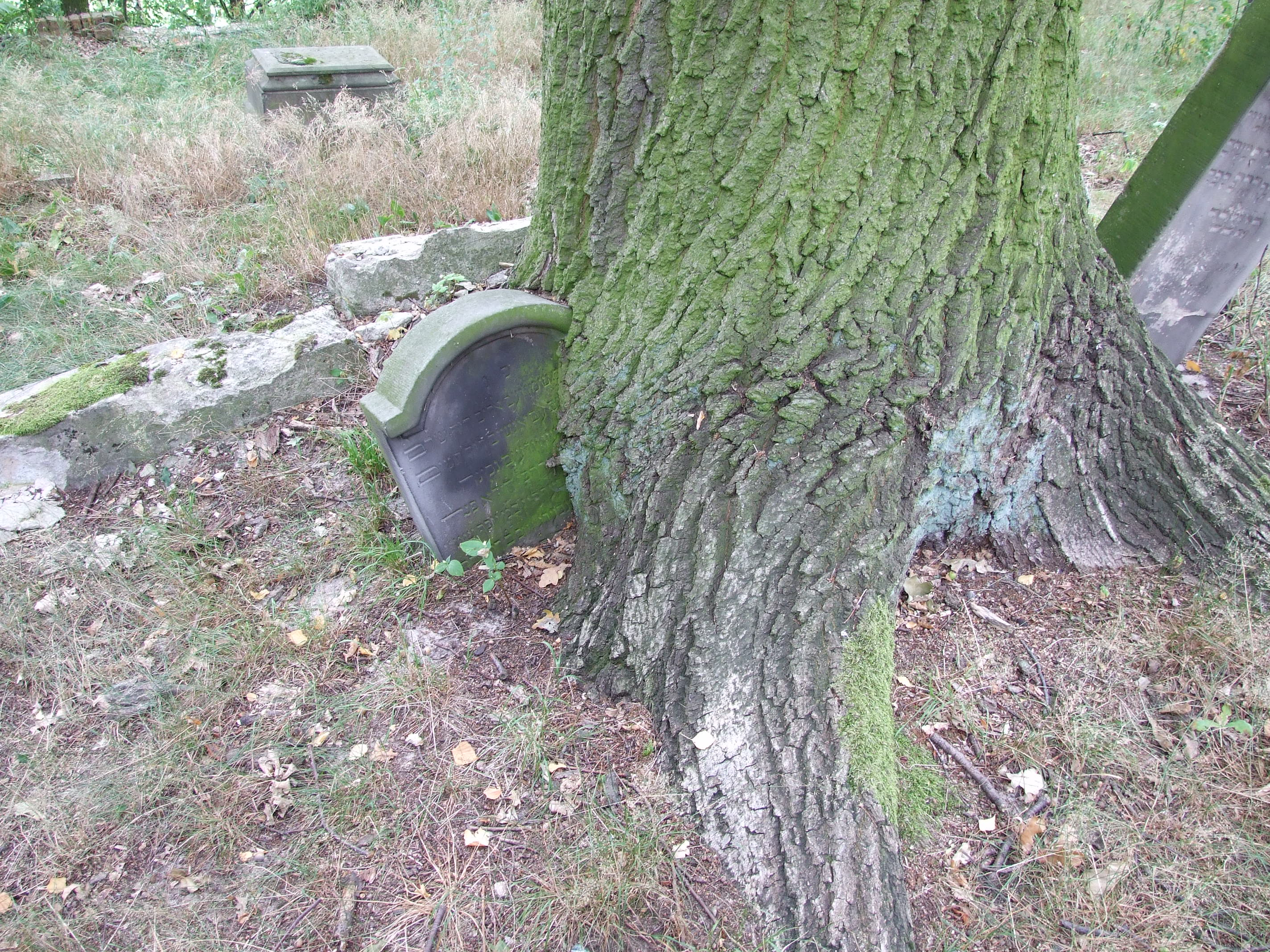
Macewa
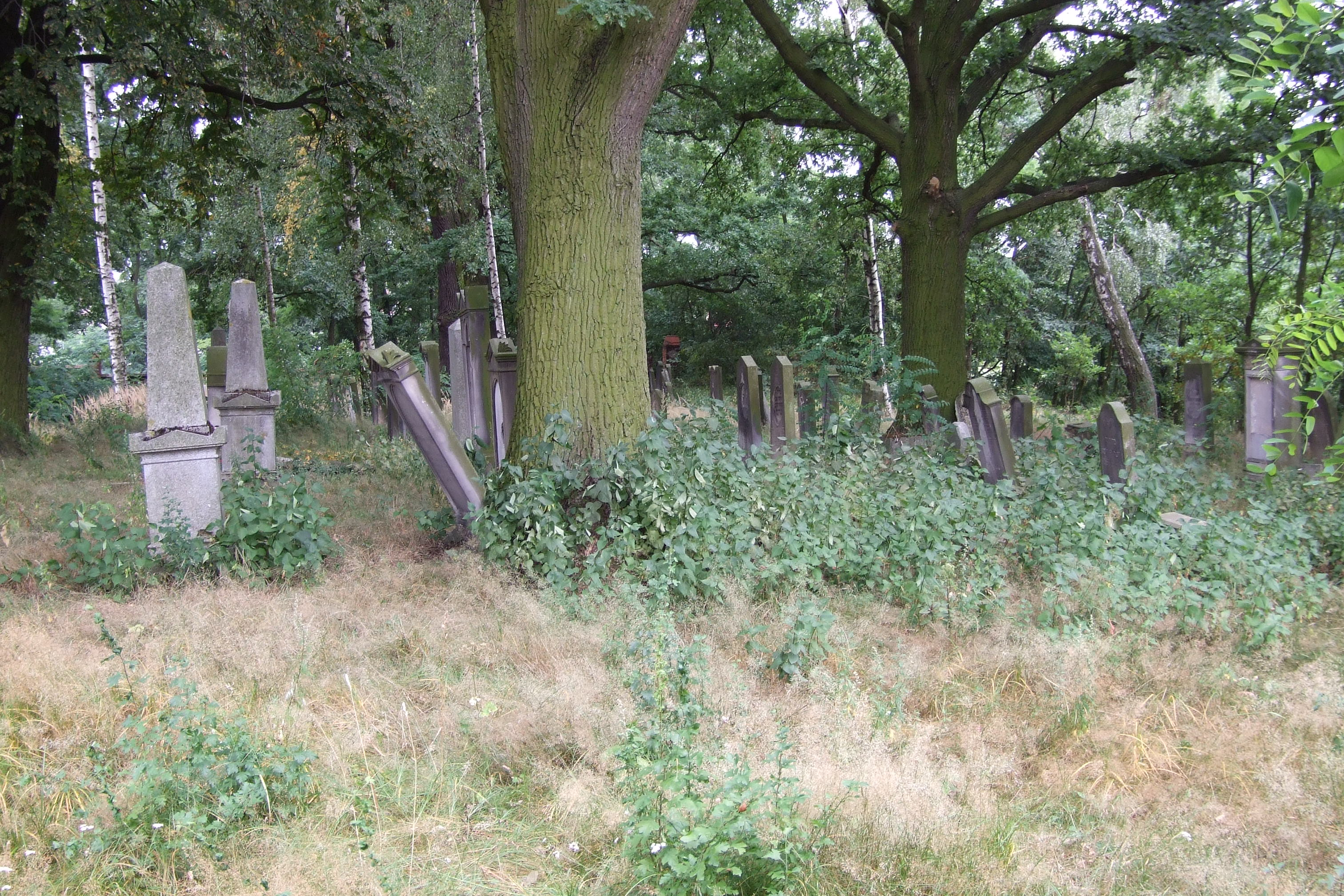
Widok od strony domu przedpogrzebowego
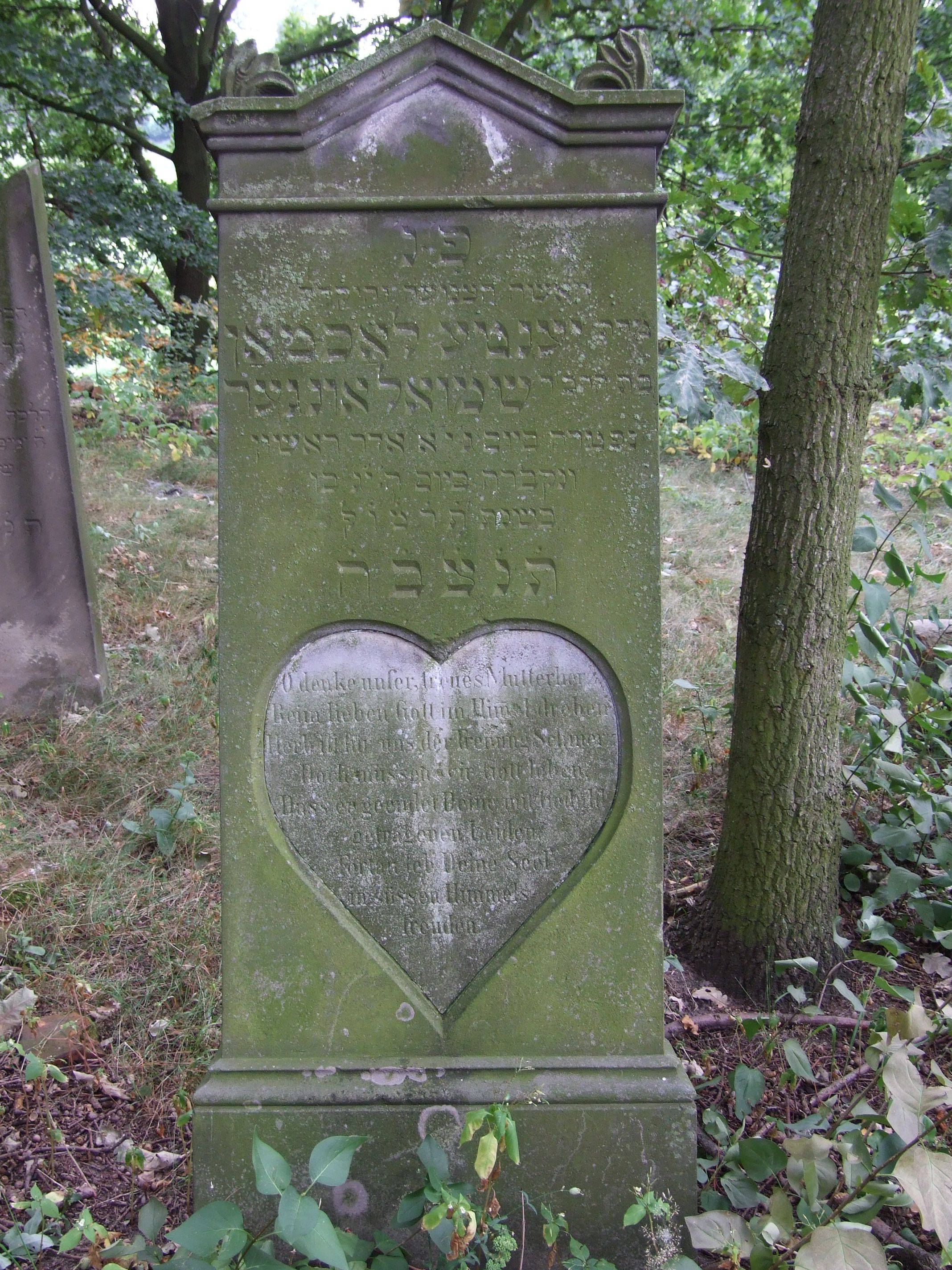
Macewa